# 章山郡
章山郡，中国古代的郡。
西魏置，治所在今湖北省钟祥市南。属基州。辖境大约包括今湖北省钟祥市南部一带。隋朝开皇七年（587年）废。 